# Yerköy (district)
Yerköy is een Turks district in de provincie Yozgat en telt 42.219 inwoners (2007). Het district heeft een oppervlakte van 1262,8 km². Hoofdplaats is Yerköy
De bevolkingsontwikkeling van het district is weergegeven in onderstaande tabel.
| 1997   | 2000   | 2010   |  |
| ------ | ------ | ------ |  |
| 45.744 | 48.889 | 50.000 |  |